# Internet Fax
Un Internet fax, numit și e-Fax (de la electronic fax) este un aparat de telefax virtual, capabil să comunice prin Internet cu un alt aparat de telefax, real sau virtual.
Un aparat de fax real este un aparat electronic compus dintr-un scaner, un modem și o imprimantă, care  transmit datele scanate (imaginea digitalizată a unei foi de hârtie) sub formă de impulsuri electrice printr-o linie telefonică unui destinatar; un alt aparat de fax transformă aceste impulsuri în imagini și le imprimă pe hârtie. 
Dezvoltarea Internetului a permis dezvoltarea unui nou serviciu : "mesageria fax", numită de cele mai deseori  "e-mail fax" sau "fax to mail". Această nouă tehnologie înlocuiește tot mai mult aparatele de fax propriu-zise, care consumă multă hârtie și toner/cerneală/bandă de indigo. 
Acest serviciu permite trimiterea faxurilor de pe un PC printr-o conexiune la Internet, prin folosirea unei interfețe web disponibile pe situl web al furnizorului.

## Funcționarea serviciului
Folosirea unui serviciu de fax Internet cu plată necesită deschiderea unui cont de utilizator prin definirea unui nume de utilizator și a unei parole. Ca să folosească serviciul pentru trimiterea de fax-uri, utilizatorul trebuie să se aboneze și să dispună de credit. 
Furnizorului îi atribuie un număr așa-numit geografic, conform alegerii sale sau un număr în 08, în dependență de operator, de pe care el poate atât să trimită, cât și să primească fax-uri, de parcă ar dispune de un aparat de fax tradițional.

### A. Procesul de primire
Când un fax este trimis de la un aparat de fax clasic unui utilizator de fax Internet, procesul este același ca de la un aparat de fax la  altul. 
Într-adevăr, când faxul e trimis prin Rețeaua Telefonică Comutată (RTC) pe serverul fax, acesta din urmă preia apelul, la fel ca un aparat de fax clasic, primește faxul și îl convertește în format PDF sau TIFF, conform instrucțiunilor utilizatorului. Apoi faxul este transmis serverului web care îl afișează pe interfața web de primire, în contul abonatului.
Acesta din urmă este alertat de primire printr-un e-mail fax conținând un atașament, iar uneori printr-un SMS pe telefonul mobil. 

### B. Procesul de trimitere
De pe computerul său, utilizatorul se conectează la contul său pe site-
ul furnizorului său prin intermediul serverului web. 
După ce utilizatorul și-a ales destinatarul indicându-i numărul de fax, precum și fișierul pe care dorește să-l trimită, documentul este convertit în format PDF sau TIFF de convertorul furnizorului, conform instrucțiunilor utilizatorului. Apoi fișierul e afișat pe interfața de trimitere și poate fi vizualizat așa cum va fi primit de către destinatar.
Informația este trimisă la serverul de fax care transmite documentul la aparatul de fax al destinatarului prin rețeaua telefonică standard, așa-numita Rețea Telefonică Comutată (RTC). 
Utilizatorul primește mai apoi o confirmare că trimiterea a fost efectuată, în interfața sa web și/sau pe e-mail.

### Avantaje
Avantajele unui serviciu de fax prin Internet în comparație cu un aparat de fax clasic sunt numeroase atât pe plan practic, cât și pe plan economic. Serviciul funcționează:
- Fără instalare de software sau de material. Toate manipulările se efectuează de pe interfața web a furnizorului, din contul utilizatorului.
- Fără aparat de fax. Nu este necesară întreținerea aparatului de fax, deci nu mai e nevoie să se cheltuiască nici hârtie, nici toner, etc.
- Fără abonament telefonic pentru o linie suplimentară dedicată în exclusivitate fax-ului.
- Faxul poate fi primit în orice clipă, chiar dacă computerul este închis. Pot fi primite concomitent mai multe faxuri.
- Mobilitate. Toate manipulările se fac de pe interfața web, deci serviciul poate fi folosit de la orice computer conectat la Internet, oriunde în lume.
- Confidențialitate. Faxurile sunt primite direct în contul utilizatorului și deci dețin aceeași confidențialitate mare ca și acesta. Faxurile primite nu mai riscă să se piardă sau să fie citite de alte persoane.